# Sommer-Universiade 2013/Beachvolleyball
Die Beachvolleyballwettbewerbe der Sommer-Universiade 2013 fanden zwischen dem 8. und 13. Juli im Kazanka Beach Volleyball Centre in Kasan statt. An den Frauen- und Männerwettbewerb nahmen jeweils 32 Duos teil.

## Bilanz

### Medaillenspiegel
| Platz  | Land        | 00 | 00 | 00 | Gesamt |
| ------ | ----------- | -- | -- | -- | ------ |
| 1      | Polen       | 1  | 1  | –  | 2      |
| 2      | Russland    | 1  | –  | 1  | 2      |
| 3      | Deutschland | –  | 1  | 1  | 2      |
| Gesamt | Gesamt      | 2  | 2  | 2  | 6      |

### Medaillengewinner
| Disziplin | Gold                                      | Silber                             | Bronze                                     |
| --------- | ----------------------------------------- | ---------------------------------- | ------------------------------------------ |
| Männer    | Michał Kądzioła / Jakub Szałankiewicz     | Armin Dollinger / Jonas Schröder   | Jaroslaw Koschkarjow / Konstantin Semjonow |
| Frauen    | Jekaterina Chomjakowa / Jewgenija Ukolowa | Kinga Kołosińska / Monika Brzostek | Julia Sude / Chantal Laboureur             |